# 丁璉

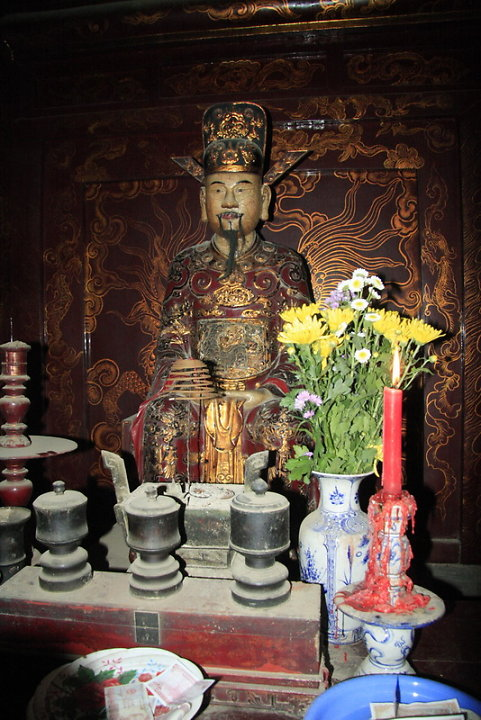
華閭丁先皇廟中的丁璉塑像

丁璉（越南语：／，？—979年），又名丁匡璉（越南语：／），越南丁朝开国皇帝丁部領的長子。被其父冊封为南越王。
972年，丁部領以南越王丁璉的名義遣使攜帶方物，前往北方的北宋朝廷請求冊封。
973年，交州丁璉入宋朝朝廷進貢，宋太祖因此冊封丁部領為交趾郡王，又冊封丁璉為檢校太師、靜海節度使、安南都護。
978年，丁部領以幼子丁項郎为皇太子，丁璉对此非常不满。
979年春，丁璉派人殺害丁項郎。11月某天晚上，宫廷侍卫杜释乘丁部领“夜宴醉卧廷中，遂弑之”，同时杀死南越王丁璉。

## 家庭
妻：吳氏（吳日慶之妹）

## 評價
後黎朝史官吳士連譴責丁璉「忍心至殺其弟，天倫滅矣」。